# Ipomoea pulcherrima
Ipomoea pulcherrima ist eine Pflanzenart aus der Gattung der Prunkwinden (Ipomoea) aus der Familie der Windengewächse (Convolvulaceae). Die Art ist in Peru verbreitet.

## Beschreibung
Ipomoea pulcherrima ist ein aufrechter, Milchsaft führender Strauch. Die jungen, gewinkelten Stängel und die Blattstiele sind dicht filzig oder flaumhaarig mit kurzen Trichomen behaart. Die Blattstiele haben eine Länge von 1,5 bis 3 cm, die Blattspreiten sind 5 bis 10 cm lang, vor allem auf der Unterseite ähnlich den Stängeln und Blattstielen behaart, nahezu kreisförmig, an der Basis etwas herzförmig oder abgeschnitten, zur Spitze hin sind sie breit gerundet und stachelspitzig. Die acht bis zehn Hauptadern der Blätter sind auf der Unterseite deutlich hervortretend, die Nebenadern stehen parallel.
Die Blütenstände bestehen aus einer einzelnen, selten aus zwei oder drei Blüten, sind 1 bis 4 cm lang und in traubigen, achsel- oder endständigen Gruppen zusammenstehend. Die Blütenstandsstiele sind 2 bis 5 mm lang. Die abfallenden Tragblätter sind stark linealisch, dick, langgestreckt oder pfriemförmig und 3 bis 6 mm lang. Die Blütenstiele sind bis zu 1 cm lang und unterhalb des Kelchs deutlich drüsig. Die Vorblätter sind langgestreckt oder nahezu eiförmig, schuppenförmig und fast unbehaart, sie haben eine Länge von 2 bis 2,5 mm. Die Kelchblätter sind gerundet, abgeschnitten oder leicht buchtig bzw. leicht kleinspitzig. Die äußeren Kelchblätter haben eine Länge von etwa 7 mm, die inneren werden etwa 10 mm lang. Die Krone ist trichterförmig, etwa 4 bis 5 cm lang und um die Staubblätter drüsig filzig behaart. Die Staubblätter kommen in zwei Längen von 1,5 bzw. 2 cm vor und sind etwa 6 mm oberhalb der Kronbasis befestigt. Die Basis der Staubfäden ist etwas flachgedrückt. Die Staubbeutel sind 6 mm lang. Der Fruchtknoten ist konisch und trägt einen 8 bis 14 mm langen Griffel, der wiederum zwei schwammig-papillöse Narben trägt.

## Verbreitung
Die Art ist in der peruanischen Region Apurímac verbreitet.